# Sascha Pfeffer (Fußballspieler)
Sascha Pfeffer (* 19. Oktober 1986 in Halle (Saale)) ist ein deutscher Fußballspieler.

## Karriere
Pfeffer spielte in der Jugend für den Halleschen FC und den FV Dresden-Nord. Zur Saison 2005/06 wurde er in die Männermannschaft des FV Dresden-Nord übernommen, wo er in der Oberliga auf Anhieb zum Stammspieler avancierte.
Im Sommer 2007 wurde Pfeffer vom Stadtrivalen Dynamo Dresden verpflichtet. Am 1. September 2009 verletzte er sich im DFB-Pokalspiel gegen den 1. FC Nürnberg bei einem Zusammenprall mit İlkay Gündoğan schwer. Pfeffer erlitt einen Knöchelbruch, einen Innenbandriss sowie einen Meniskusschaden im Knie. Eine zweite Verletzung (Riss des Syndesmosebandes) am 20. März 2010 warf Pfeffer erneut zurück. Aufgrund seiner Verletzungen kam Pfeffer in dieser Zeit oft nur in der 2. Mannschaft von Dynamo Dresden zum Einsatz. Besser lief es für ihn – knapp zwei Jahre nach seiner ersten schweren Verletzung – in der Pokalpartie gegen Bayer 04 Leverkusen am 30. Juli 2011. Pfeffer wurde in der Verlängerung eingewechselt und spielte nach einem gewonnenen Zweikampf einen Traumpass in den Lauf von Alexander Schnetzler, der mit seinem Treffer zum 4:3 den Sieg der Dresdner gegen den amtierenden Vizemeister perfekt machte.
Da er sich während der Zweitligasaison 2011/12 nicht etablieren konnte und nur zehn Kurzeinsätze als Einwechselspieler bestritt, wechselte Pfeffer zum Saisonende zum Chemnitzer FC in die 3. Liga. Innerhalb der Liga schloss er sich im Sommer 2014 wieder seinem Stammverein HFC an. Nach drei Spielzeiten bei den Hallensern wechselte Pfeffer im Sommer 2017 in die Regionalliga Nordost zum 1. FC Lokomotive Leipzig. Nach Ablauf seines Vertrags in Leipzig wechselte er im Sommer 2023 zum achtklassig spielenden TSV Blau-Weiß Brehna.

## Erfolge
- Sachsenpokal-Sieger: 2008/09, 2013/14, 2020/21, 2022/23
- Sachsen-Anhalt-Pokal-Sieger: 2014/15, 2015/16